# 2020年東京オリンピックのエクアドル選手団
2020年東京オリンピックのエクアドル選手団は、2021年7月23日から8月8日にかけて日本の首都東京で開催された2020年東京オリンピックのエクアドル選手団、およびその競技結果。

## メダル
| メダル | 選手名                                 | 競技                 | 種目             | 日付    |
| ------ | -------------------------------------- | -------------------- | ---------------- | ------- |
| 金     | リチャル・カラパス                     | 自転車               | 男子ロードレース | 7月24日 |
| 金     | ネイシ・パトリシア・ダホメス・バレラ   | ウエイトリフティング | 女子76kg級       | 8月1日  |
| 銀     | タマラ・ジャハイラ・サラサール・アルセ | ウエイトリフティング | 女子87kg級       | 8月2日  |

## 自転車

### ロードレース
- 男子個人ロードレース[1]